# Байер, Франтишек (зоолог)
Франтишек Байер (чеш. František Bayer, также Франц Байер, нем. Franz Bayer; 15 мая 1854, Мшене-лазне, ныне район Литомержице — 5 апреля 1936, Прага) — чешский учёный-натуралист, зоолог, палеонтолог, орнитолог, переводчик и научный писатель, директор школы.
Окончил Карлов университет в Праге.
Написал следующие сочинения: «О kostře žab z čeledi Pelobatid» (1884); «Über die extremitäten einer jungen Hatteria» (1884); «Naši ptaci» (1888) и «О kostře ropuch» (1890). Перевёл на чешский язык «Жизнь животных» Альфреда Брема. Также известен как автор целого ряда статей о животных в выходившей в конце XIX века чешскоязычной Научной энциклопедии Отто.
Увлекался музыкой, приятельствовал с Бедржихом Сметаной, опубликовал несколько статей на музыкальные темы, сам играл на скрипке и сочинял танцевальные пьесы.